# Lasiophoma alliicola
Lasiophoma alliicola är en svampart som först beskrevs av Tassi, och fick sitt nu gällande namn av Speg. 1918. Lasiophoma alliicola ingår i släktet Lasiophoma, divisionen sporsäcksvampar och riket svampar.   Inga underarter finns listade i Catalogue of Life.